# Fritidshus

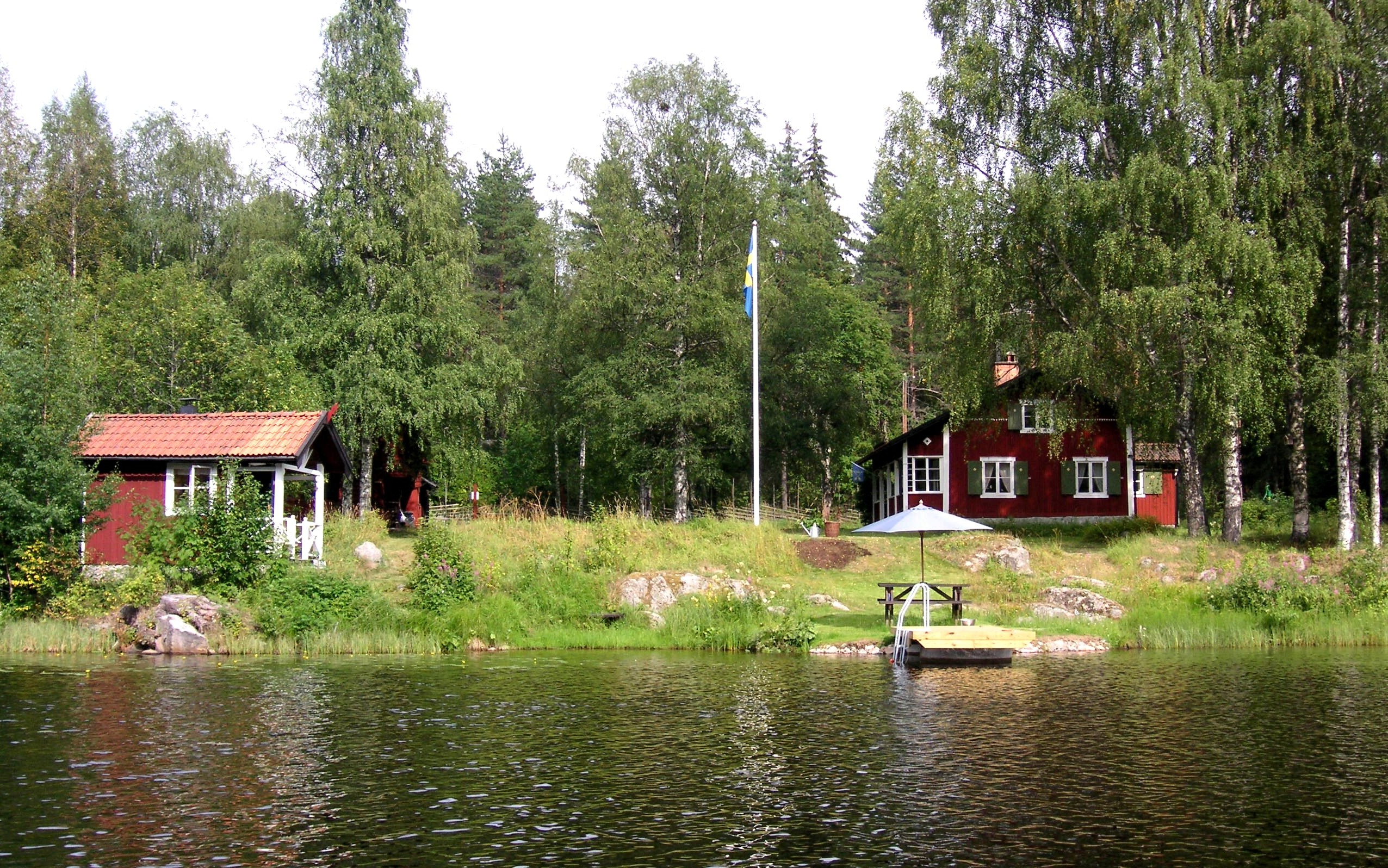
Ett fritidshus i Dalarna

Fritidshus, lantställe, semesterhus, sommarstuga eller sommartorp samt stuga kallas ett hus avsett att användas som tillfällig bostad under semester och annan fritid. 
Sommarstuga avsåg i äldre tider det på en gård belägna särskilda boningshus som var oisolerat och som alla eller vissa av gårdens invånare flyttade över till på sommaren. Vintertid lämnades sommarstugan oeldad och användes ofta för förrådsändamål.
Fritidshus eller stugor finns i många länder. I England heter det weekend cottage, i Finland sommarstuga eller villa (på finska mökki respektive huvila), i Frankrike chaumière, i Italien seconda casa, i Norge hytte, i Tyskland Ferienhaus och i Ryssland, Ukraina och Vitryssland datja.

## Fritidshus i Sverige

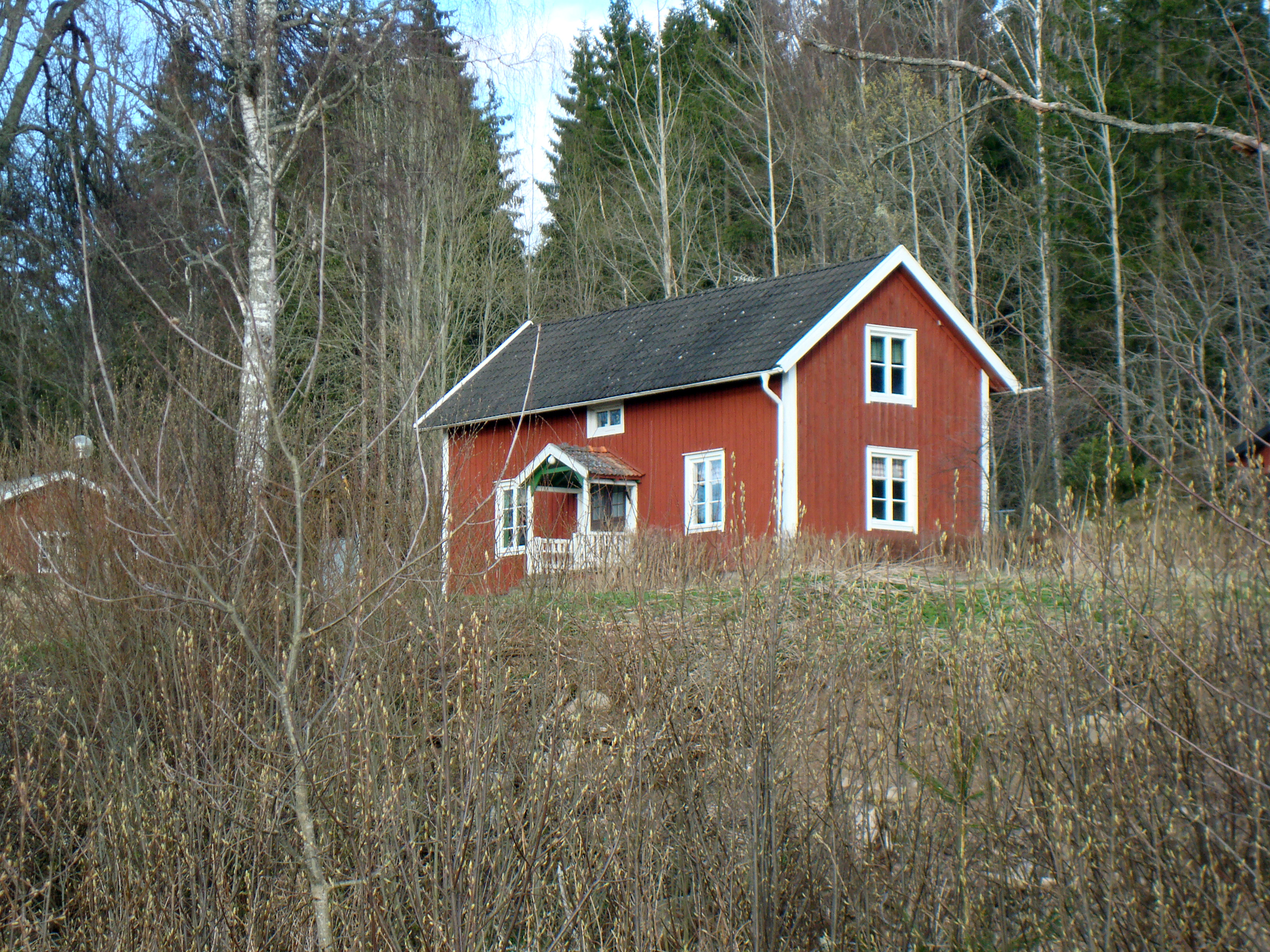
Tidigare torpet Fridhem i Småland

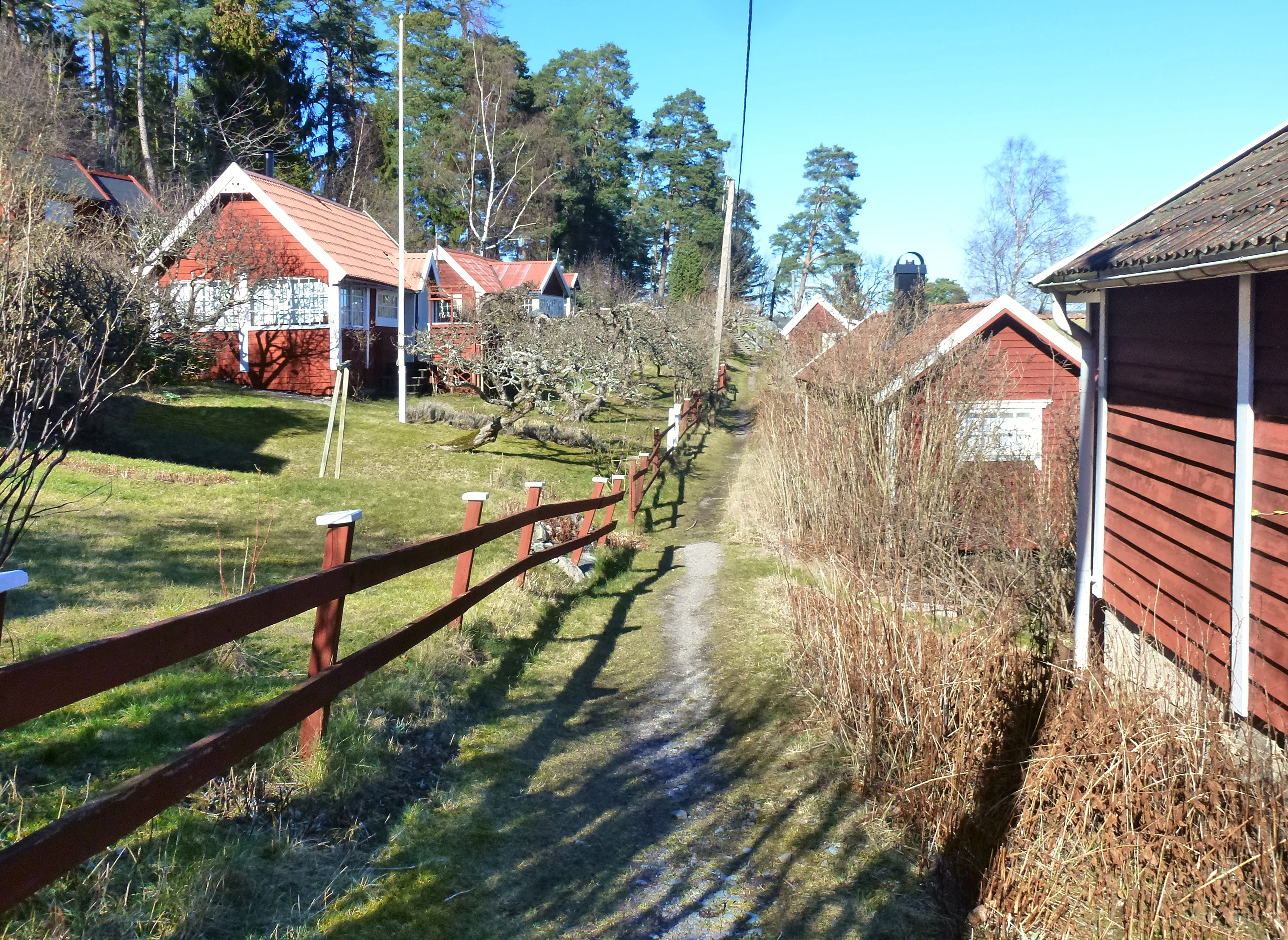
Fritidshus i sportstugukolonin Grönstakolonin, Sveriges äldsta sportstuguområde, anlagt på 1910-talet

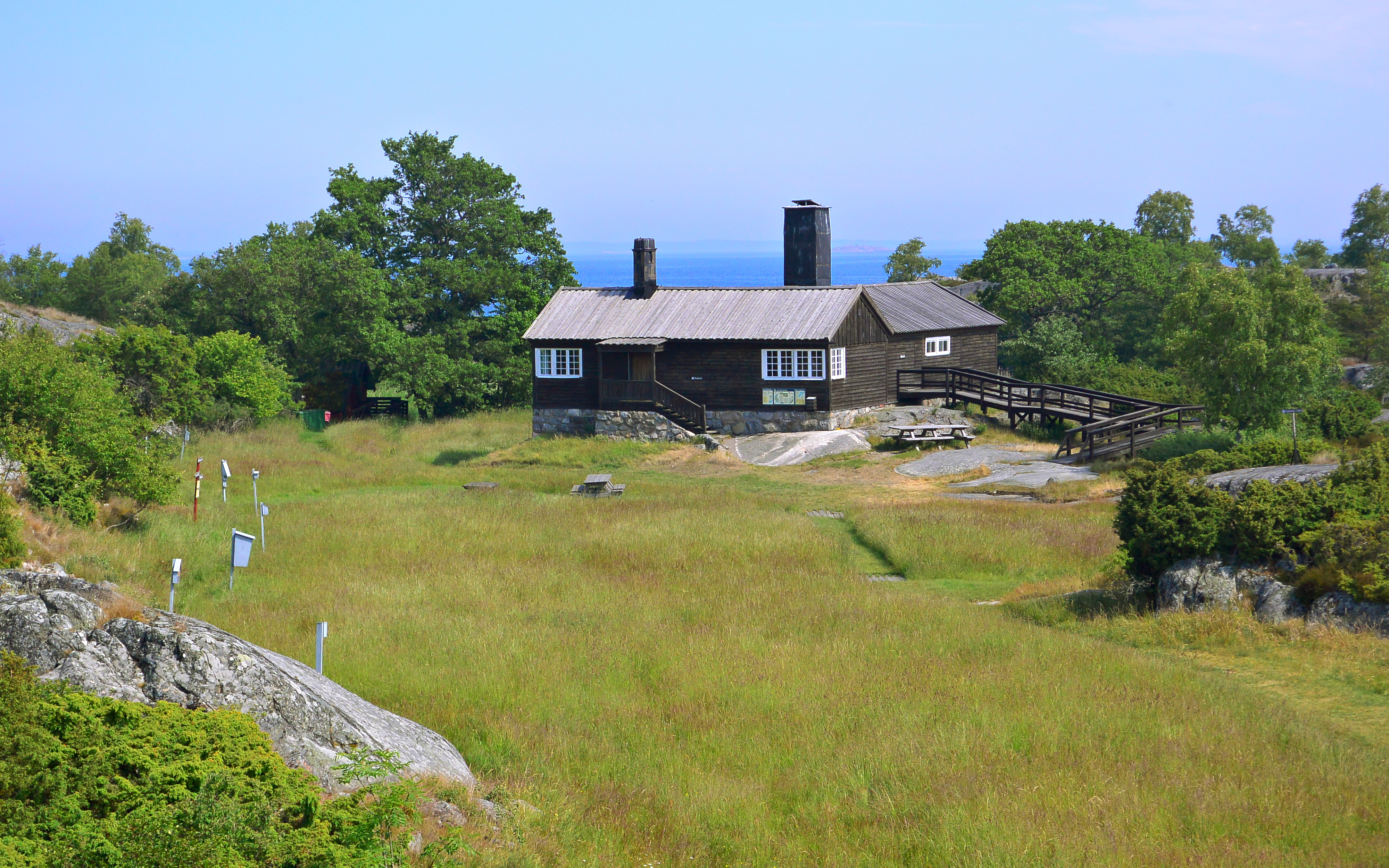
Bruno Liljefors fritidshus på Bullerön

Många svenska fritidshus har ursprungligen varit enkla bondgårdar, stugor eller torp.  Industrialiseringen kom förhållandevis sent till Sverige, vilket gjorde att det fanns många små gårdar kvar i drift fram till 1940-och 1950-talen, vilka kunde omvandlas till fritidsboende.
Industrialiseringen drev även fram en längtan till friluftsliv hos storstadsborna. Detta blev starten av en rörelse för så kallade sportstugor under första hälften av 1900-talet . Ordet "sportstuga" försvann under 1940-talet och ersattes då med ordet "fritidshus". På 1970-talet var innehavet av sommarstuga statussymbol.
Under senare år har ordet fritidshus sakta börjat ersättas med sommarhus, och nu senast även med weekendhus.[källa behövs] Det äldre ordet "sommarnöje" har också fått något av en renässans. Formmässigt syns två tydliga utvecklingar. Dels en utveckling av traditionella bondgårdar, lador och torp som ofta har sadeltak med rejäla takutsprång, relativt stora takvinklar och traditionell rödfärg. Dels inspiration från modernistisk arkitektur med enkla former, stora glasytor och svagt lutande tak. Det finns nu också tecken på att 1940– och 1960-talens sportstugor kommer åter, dock i ny tappning.[förklaring behövs]
Allt fler stadsnära fritidshus bebos permanent. Orsaker kan vara bostadsbrist, men även låga priser och lugna lägen på relativt stora tomter är attraktiva. Utflyttningen till stugområden ställer på många platser ökade krav på kommunerna vad gäller vatten, avlopp, kommunikationer, skolor, daghem och annan infrastruktur. Utflyttning ger dock kommunen skatteintäkter, medan fritidsboende har viss tillgång till vård utan att betala kommunalskatt i den kommunen. Fritidshus medför också ökat behov av offentlig sjukvård under sommaren vårdpersonal vill vara lediga.
År 2007 fanns det omkring 680 000 fritidshus i Sverige. 155 700 av dessa bildade 1319 fritidshusområden. I Stockholms län fanns det flest fritidshusområden, 332 stycken. Det största området var på 453 hektar. Fritidshusområdenas sammanlagda areal är närmare 55 000 hektar, vilket motsvarar en tiondel av tätortsytan. Omkring 55 % av Sveriges befolkning uppgav 2002 att de hade tillgång till fritidshus, och omkring 20 % uppgav att de själva ägde fritidshuset.

## Fritidshus i Norge och Danmark
I Norge är det förbjudet att bo hela året i fritidshus. Man kan omdefiniera huset till året-runt-hus men då ställs vissa kvalitetskrav, såsom bättre vatten och avlopp och isolering och mycket annat, och kommunen har rätt att hindra sådana omdefinitioner. Också Danmark har restriktioner kring permanentboende i fritidshus.[källa behövs] Danmark har även ett undantag inom EU, som hindrar utländska medborgare att köpa fritidshus.
Samtidigt finns det områden i Norge där det är krav på boende året runt i året-runt-hus (norska boplikt).

## Bildgalleri

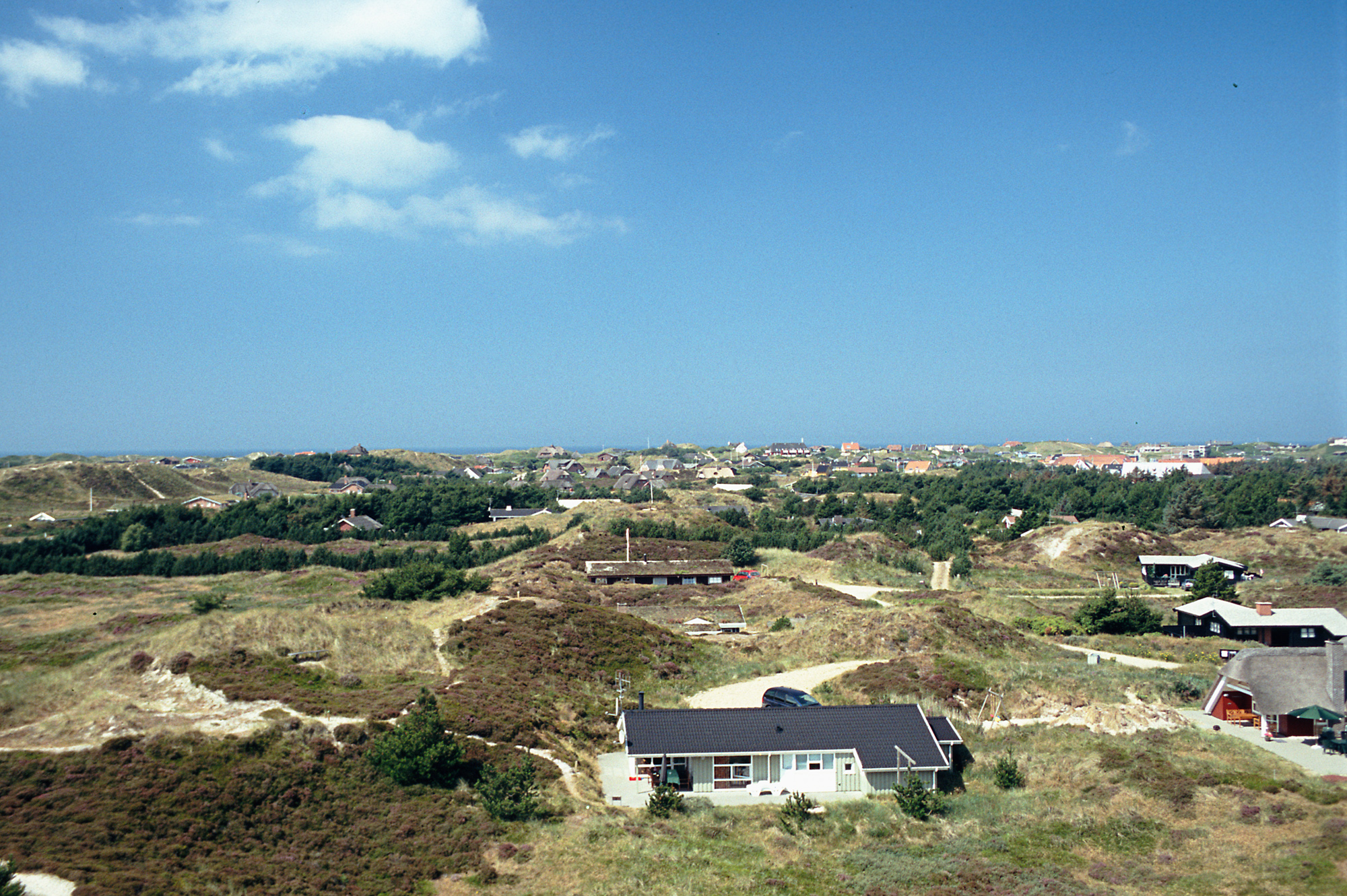
Fritidshus på Henne Strand på Jylland i Danmark
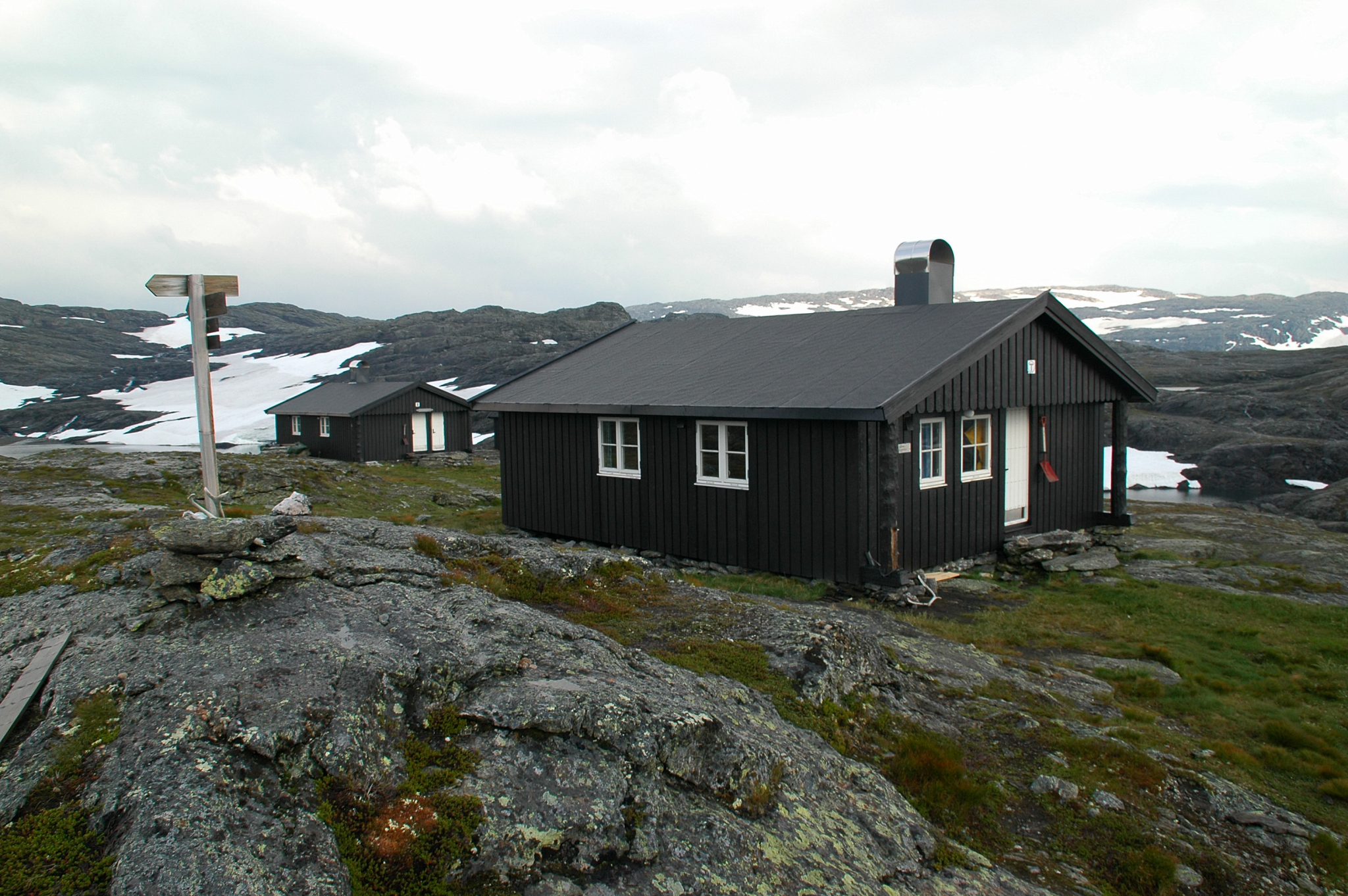
Hytte på Hardangervidda i Norge
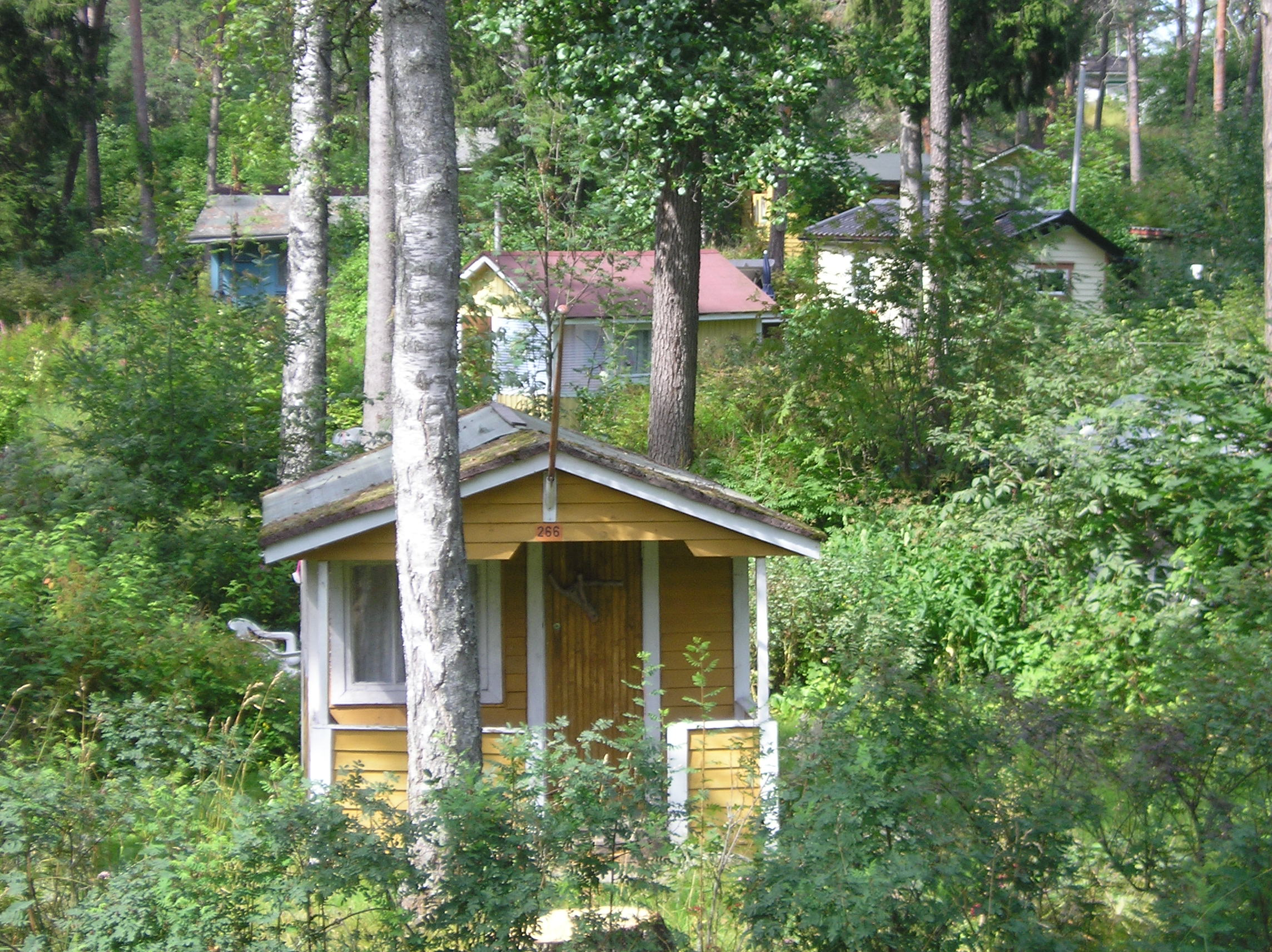
Fritidshus från 1930-talet på Västerfjärdsnäset på Drumsö i Helsingfors i Finland
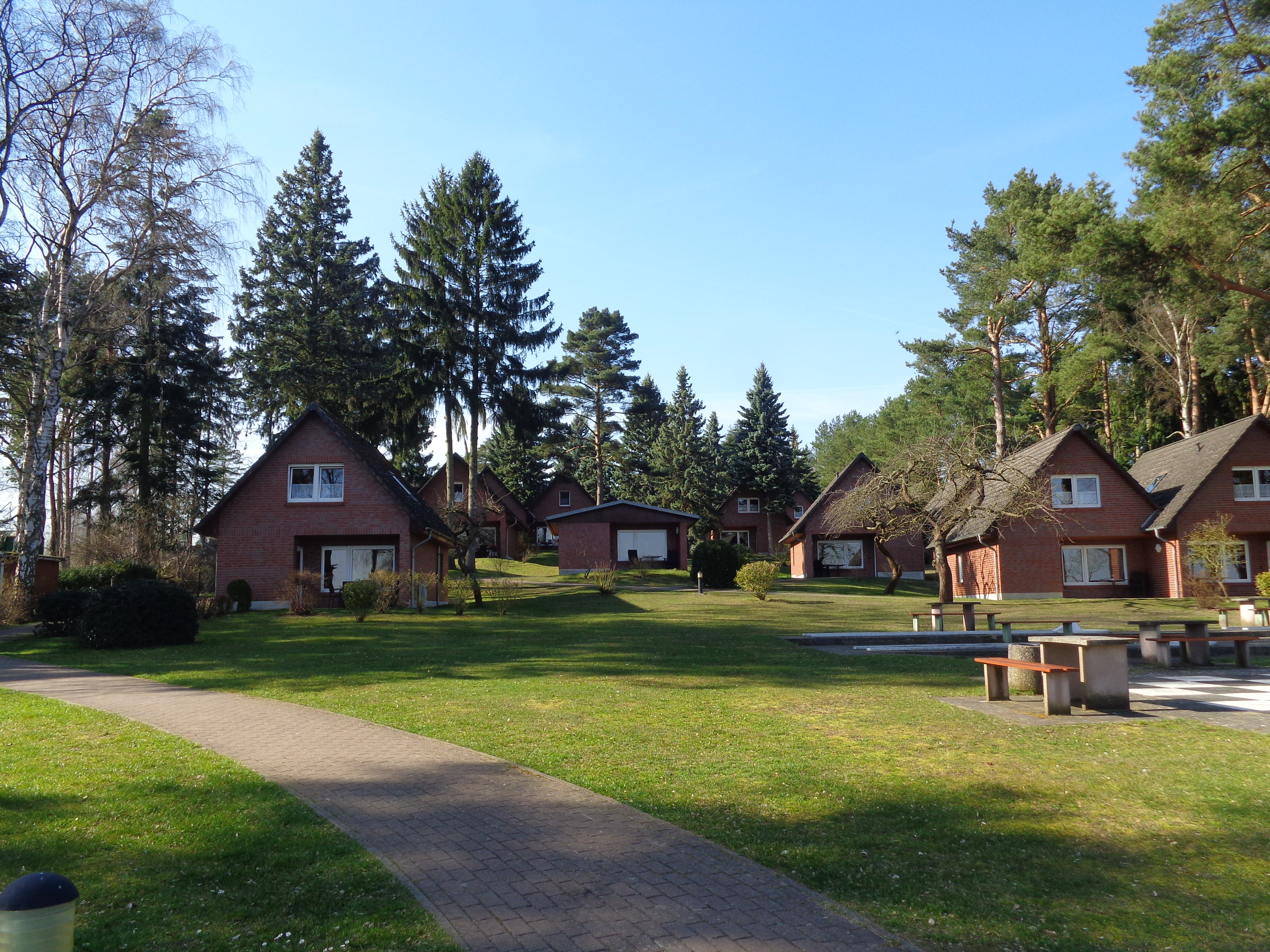
Fritidshus i Plau am See i Tyskland
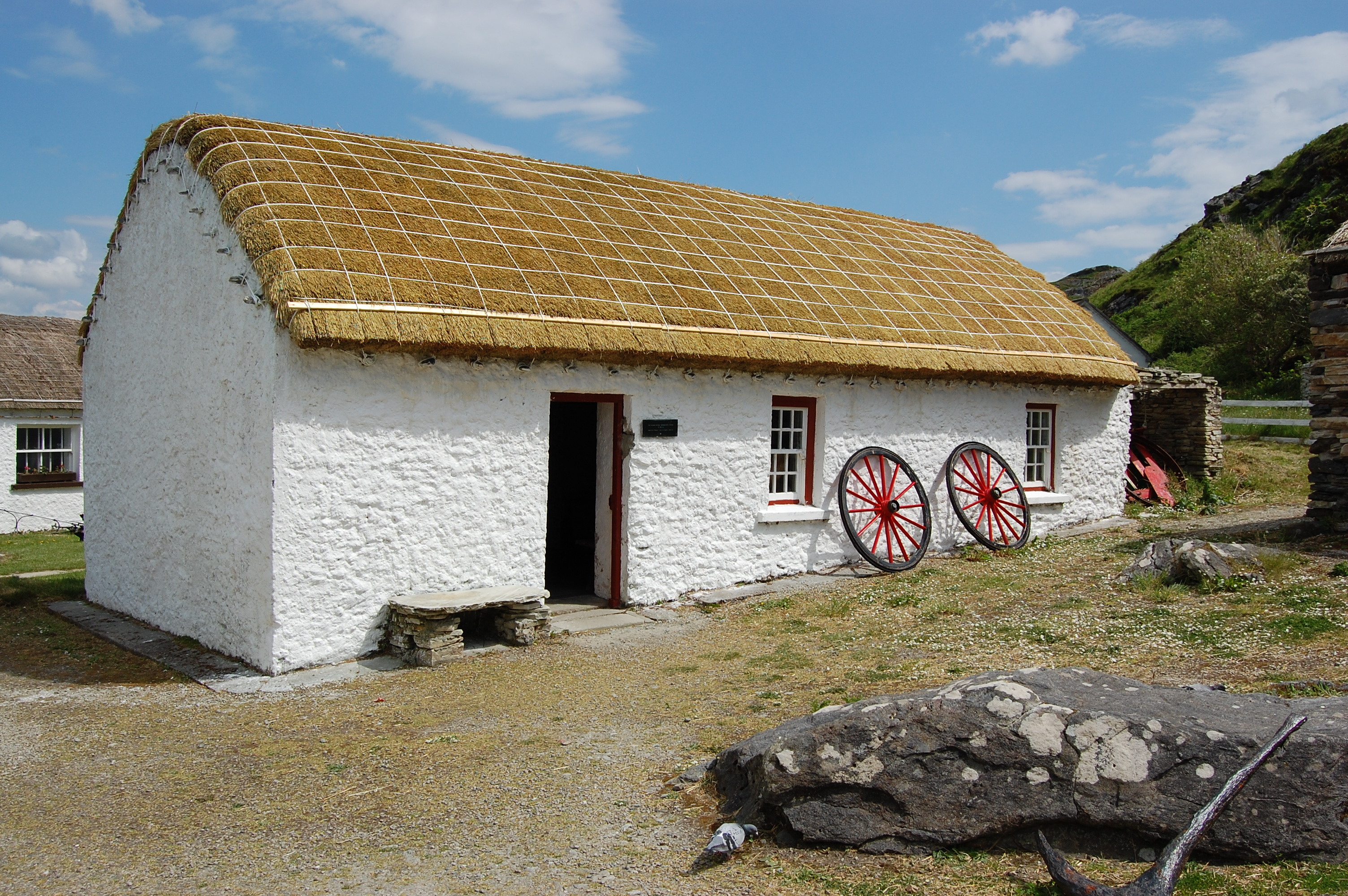
Fritidshus i Irland
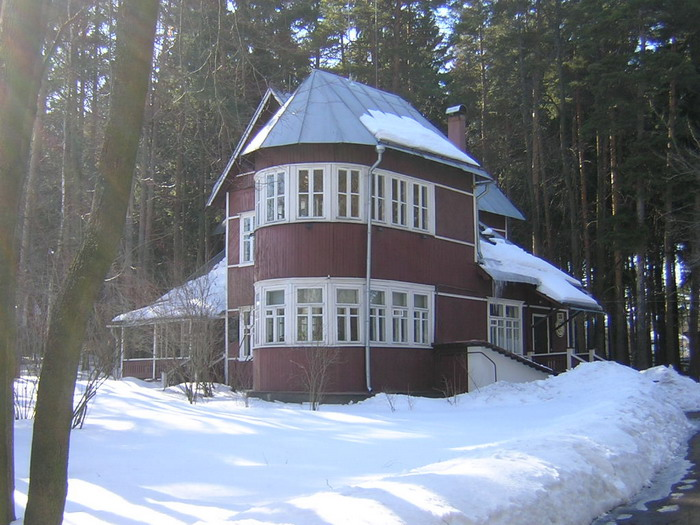
Boris Pasternaks datja i byn Peredelkino, strax sydväst om Moskva i Ryssland
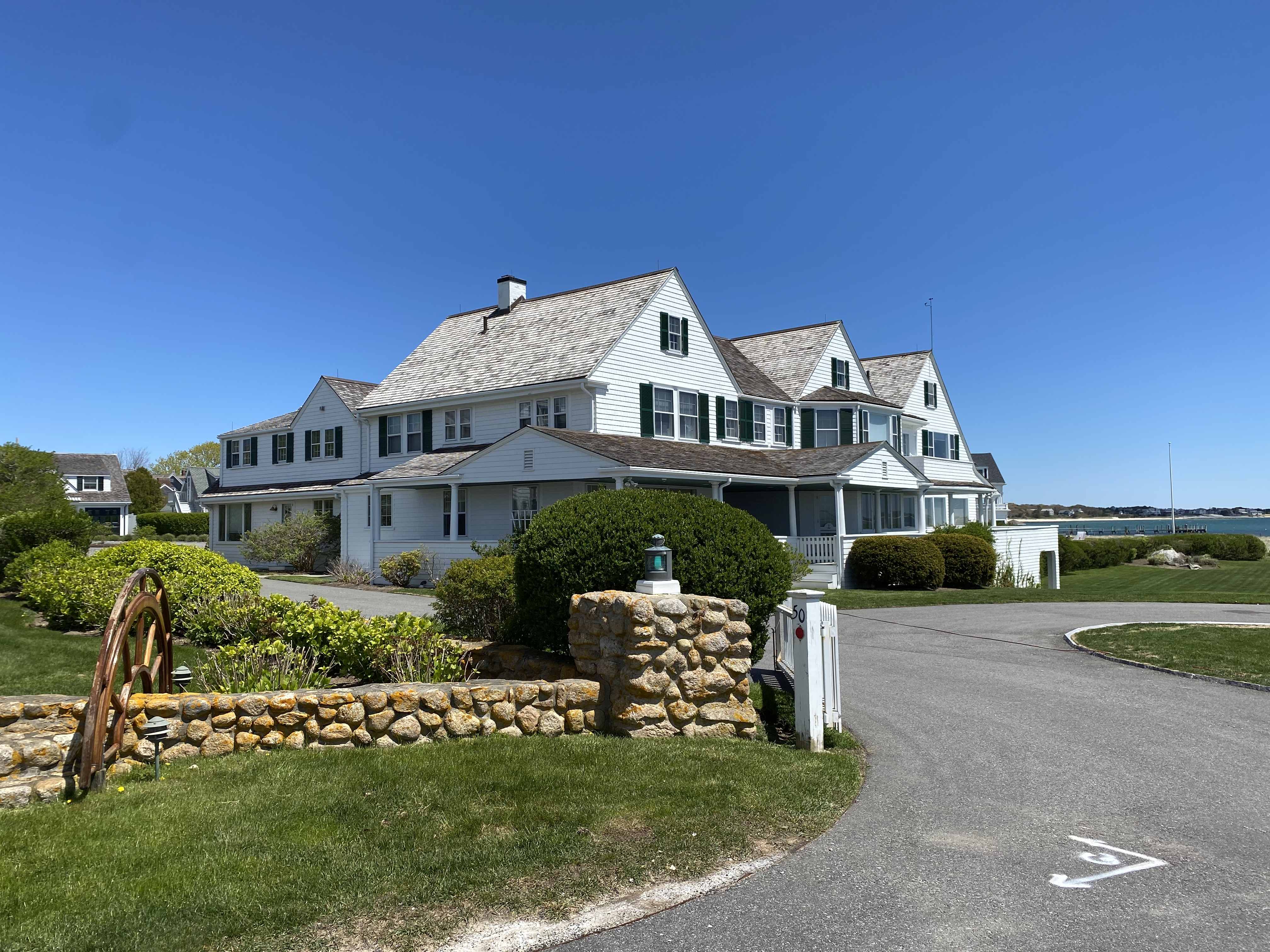
Kennedy Compound i Hyannis Port på Cape Cod i USA
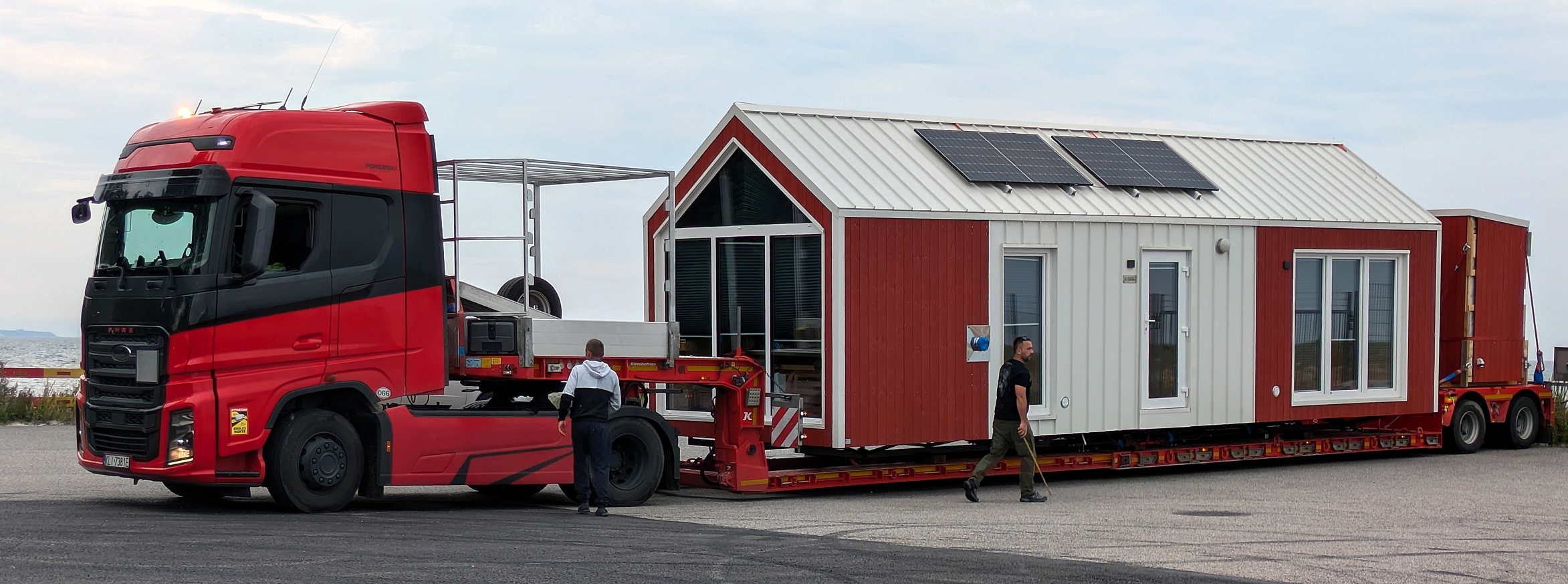
Ett nybyggt fritidshus under transport i Ystad 2025.